# Alasmidonta raveneliana
Alasmidonta raveneliana – gatunek małża z rodziny skójkowatych (Unionidae).

## Występowanie
Występuje w wodach słodkich USA (Karolina Północna, Tennessee).

## Status zagrożenia
Uznany w 1988 za gatunek zagrożony, obecnie ma status gatunku krytycznie zagrożonego.